# چاووش‌لو (هوپا)
چاووش‌لو (به لاتین: Çavuşlu) یک منطقهٔ مسکونی در ترکیه است که در هوپا واقع شده‌است. چاووش‌لو ۵۷۵ نفر جمعیت دارد.